# Cem Yiğit Üzümoğlu

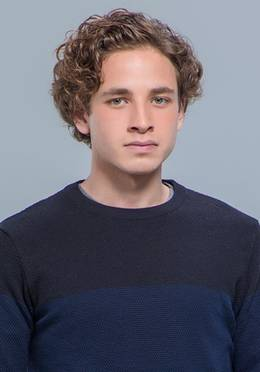
Cem Yiğit Üzümoğlu, 2017

Cem Yiğit Üzümoğlu (* 1. März 1994 in Istanbul) ist ein türkischer Schauspieler. Bekannt wurde er durch die Serie Adı Efsane.

## Leben und Karriere
Üzümoğlu wurde am 1. März 1994 in Istanbul geboren. Er studierte am Hacettepe Üniversitesi Ankara Devlet Konservatuvarı. Sein Debüt gab er 2017 in der Fernsehserie Adı Efsane. Danach war er 2020 in Netflixdoku Rise of Empires: Ottoman zu sehen. Außerdem spielt er in zahlreichen Theaterstücken mit. April 2017 bekam er die Auszeichnung 21. Yapı Kredi Afife Theatre Awards als „Erfolgreichster Künstler der jungen Generation des Jahres“. Außerdem tauchte er in Troas und Kalp auf. Anschließend trat er in Hamlet auf. Unter anderem spielte er 2022 in den Filmen LCV und Karanlık Gece die Hauptrolle.

## Filmografie
Filme
- 2021: Kin
- 2022: LCV
- 2022: Karanlık Gece

Serien
- 2017: Adı Efsane
- 2018: Hakan: Muhafız
- 2020: Der Aufstieg von Weltreichen: Das osmanische Reich
- 2024: Şakir Paşa Ailesi: Mucizeler ve Skandallar

## Theater
- 2016: Troas
- 2018: Salto
- 2018: The Normal Heart
- 2019: The Son
- 2021: Hamlet
- 2022: The Glass Menagerie